# Saint-Flour-de-Mercoire
Saint-Flour-de-Mercoire – miejscowość i gmina we Francji, w regionie Oksytania, w departamencie Lozère.
Według danych na rok 1990 gminę zamieszkiwało 113 osób, a gęstość zaludnienia wynosiła 9 osób/km² (wśród 1545 gmin Langwedocji-Roussillon Saint-Flour-de-Mercoire plasuje się na 789. miejscu pod względem liczby ludności, natomiast pod względem powierzchni na miejscu 627.).